# Bains de la Sauvenière
Les Bains de la Sauvenière sont un ancien établissement de la ville belge de Liège situé sur le boulevard de la Sauvenière. Construits en 1938, ils abritaient un complexe sportif avec deux piscines et des bains publics jusqu'en 2000, avant d'être transformés en site culturel sous le nom de La Cité Miroir à partir de 2014.
Le vaste immeuble de style « paquebot », architecture moderniste de l'entre-deux-guerres, a été admiré au point de susciter des imitations, comme les Bains de Bruxelles.

## Histoire

### Construction et exploitation

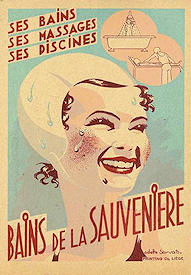
Affiche promotionnelle Bains de la Sauvenière, 1942.

La ville de Liège ne dispose plus de piscine communale depuis 1919. L'échevin liégeois Georges Truffaut fait adopter en octobre 1936, par le conseil communal, un projet visant à construire un établissement de bains à l'emplacement de l'école située place Xavier Neujean. La conception de l'édifice est confiée à l'architecte Georges Dedoyard en 1937, lauréat du concours ayant rassemblé quarante-neuf propositions de projets. Le projet retenu est de type moderniste, avec une architecture en béton armé.
Le terrain est étroit, occupant une superficie de 80 mètres par 29,, et présente un dénivelé important. La construction débute en 1938 et s'achève en 1941, les travaux étant retardés par la survenue de la Seconde Guerre mondiale. Georges Truffaut meurt avant la fin des travaux. L'inauguration a lieu en mai 1942,. Le nouveau bâtiment rassemble deux bassins de baignade, des bains publics, un restaurant, ainsi qu'une gare routière. Celle-ci qui dessert la région liégeoise est mise en service en 1950,,. Elle occupe le rez-de-chaussée du bâtiment, tandis que les piscines sont à l'étage dans le hall et les différents bains occupent les huit étages du côté du boulevard de la Sauvenière. Les bains et thermes comprennent également des salles de sport, un dancing, et un abri-antiaérien au sous-sol ainsi que des locaux techniques. 
En 1943, plus de 800 000 baigneurs sont enregistrés aux bains de la Sauvenière. Les piscines deviennent le lieu où les Liégeois apprennent à nager, les écoles communales bénéficiant de la gratuité des piscines.

### Fermeture
Au milieu des années 1990, la menace de démolition du bâtiment ne suscite d'abord pas l'émoi dans l'opinion publique liégeoise. Mais à la suite de la publication d'un article par l'historien de l'art Flavio Di Campli, une campagne citoyenne pour le sauvetage du bâtiment s'organise et une pétition est lancée.
En 2001, la piscine ferme ses portes pour non-conformité aux normes de sécurité. Compte tenu du coût très élevé de la réparation du système de chauffage, les activités proposées par le complexe sont progressivement abandonnées début 2002,. Les bains sont finalement fermés en 2007. Le site alors fermé est répertorié et fréquenté par les amateurs d'exploration urbaine.

### Réhabilitation
Les bains de la Sauvenière sont classés comme Patrimoine culturel immobilier de la Wallonie en 2005,.
En 2009, des travaux débutent afin d'accueillir le projet « La Cité Miroir », un lieu culturel et d'éducation permanente au service de la citoyenneté, de la mémoire et du dialogue des cultures. L'inauguration a eu lieu le 14 janvier 2014. Lors des travaux, le hall des anciennes piscines deviennent des espaces d'exposition. Le pavement du petit bassin est conservé et la cuve du grand bassin est transformée en salle de spectacle.
Le projet de réhabilitation de l'abri antiaérien est retenu en 2023 par l'Agence wallonne pour le patrimoine. L'abri doit être pour moitié restauré à l'identique et pour moitié aménagé de manière moderne pour s'intégrer aux activités de la Cité Miroir.

## Description
L'accès principal est situé au numéro 22 de la place Xavier Neujean, une autre entrée étant située aux numéros 33-25 du boulevard de la Sauvenière.

### Style
Les bains de la Sauvenière sont édifiés dans un style moderniste et paquebot, dans l'esprit du courant Bauhaus, considéré comme « dégénéré » par l'occupant allemand au moment de son ouverture,.
La conception et le style des bains de la Sauvenière ont inspiré les bains du centre à Bruxelles, dessinés au début des années 1950 par Maurice Van Nieuwenhuyse.

### Bâtiment

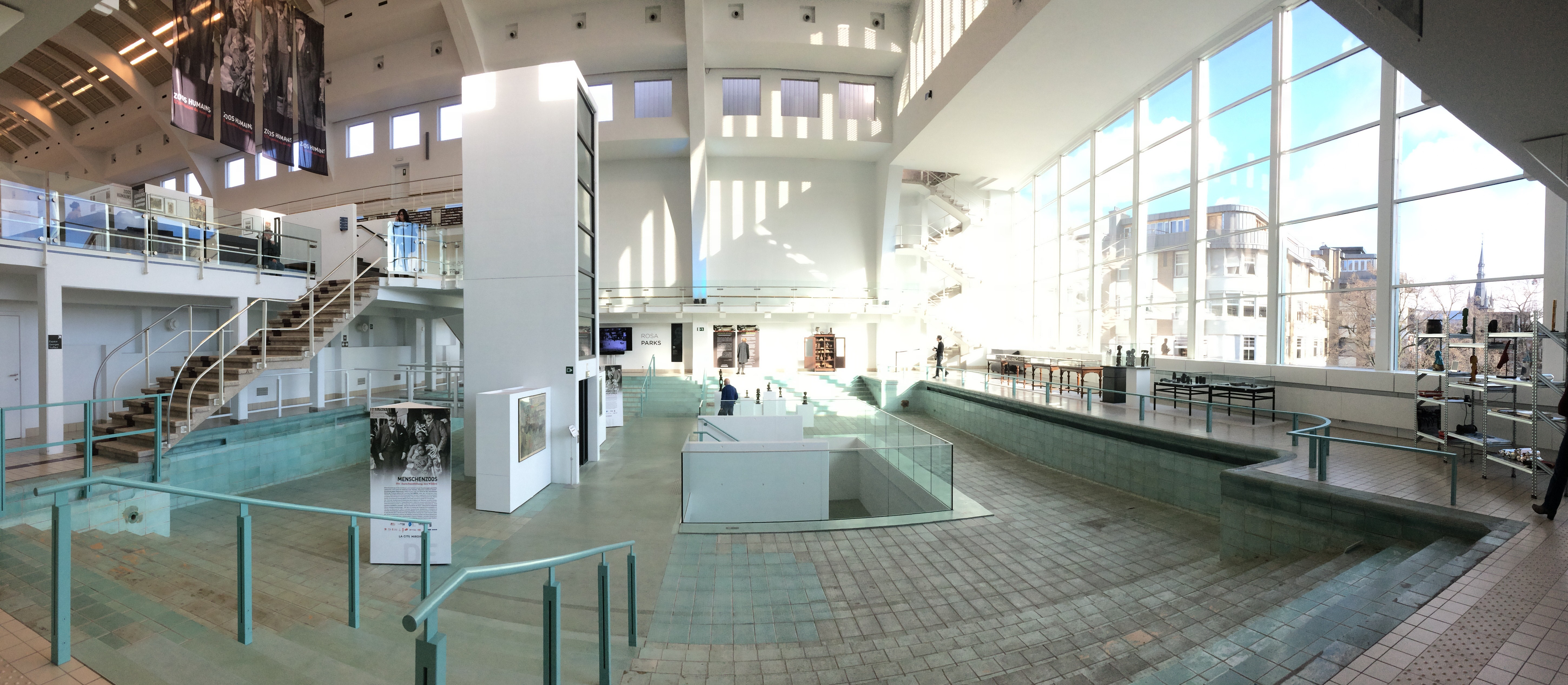
L'ancien petit bassin, du côté du solarium et de la verrière vers 2019. L'escalier du solarium est visible au fond à droite.

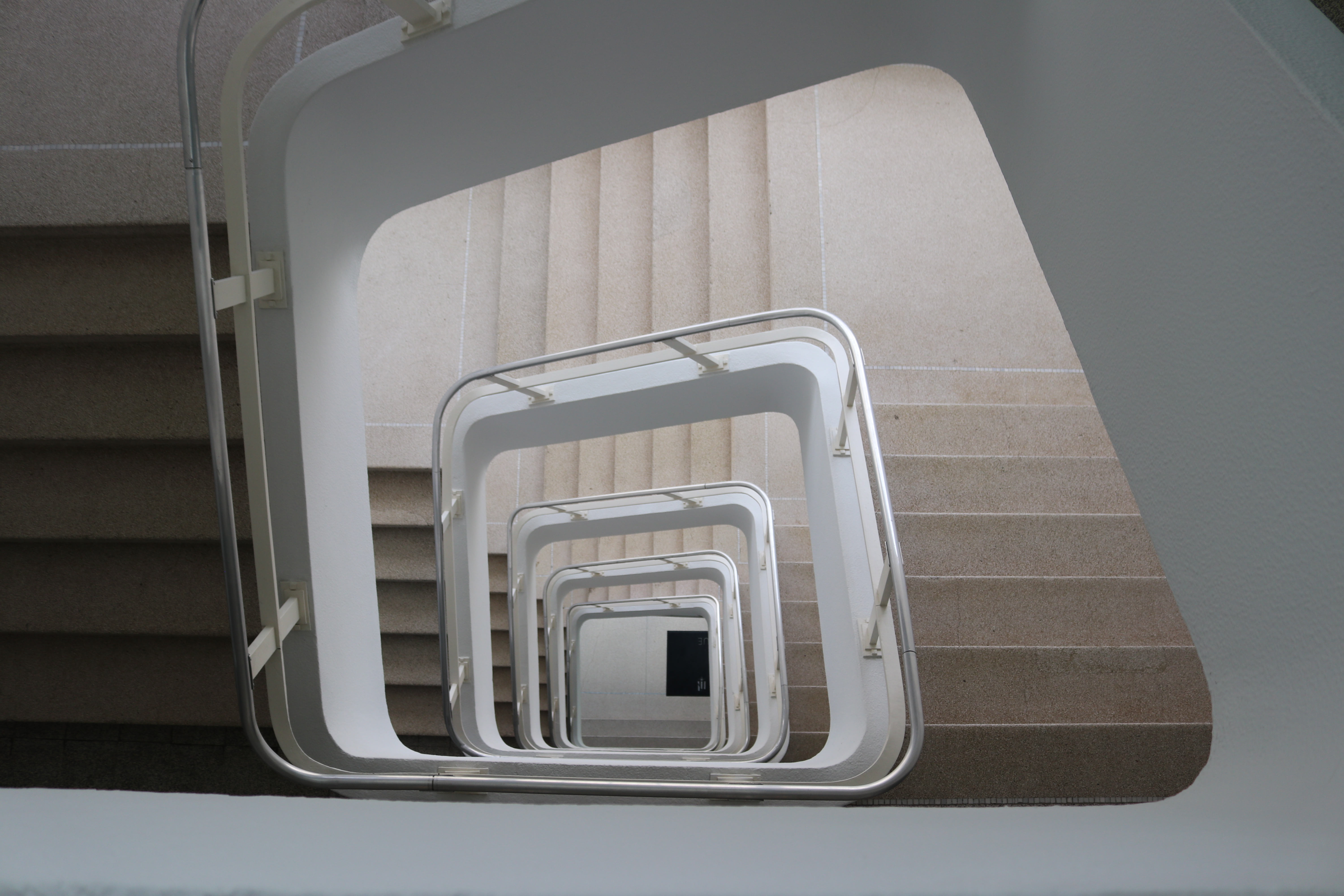
Escaliers de la Cité Miroir, desservant six étages du côté du boulevard de la Sauvenière.

Le rez-de-chaussée est consacré à la gare routière, qui dispose d'un accès à la fois sur le boulevard de la Sauvenière et sur la place Xavier Neujean.
À l'étage supérieur, les deux bassins, de 1 200 m3 au total, sont réunis dans le hall qui fait presque 80 mètres de long,. Ils sont surmontés de huit arcs de béton armé, qui supportent une voûte en berceau. Elle culmine à 30 mètres de haut et elle est composée de briques de verre,. Celles-ci proviennent des cristalleries du Val-Saint-Lambert. Les briques de verre sont retirées en 1959. Entre 2009 et 2013, un toit en zinc est installé, et du côté intérieur, des caillebotis en métal avec des lumières LED sont installés entre les arches.
Le hall des bassins est dominé par une verrière verticale rectangulaire, de 30 mètres de large et de 8 mètres de haut, donnant sur la place Xavier Neujean,.
Du côté du boulevard de la Sauvenière, le bâtiment se dresse sur sept étages, ou huit niveaux. Les bains baignoires, les bains douches, les bains d'hydrothérapie, le sauna, le bain d'air chaud occupent les espaces du côté du boulevard de la Sauvenière.

### Piscines
Dans le grand hall, se trouvent un petit bassin pour les non-nageurs et un grand bassin, de dimension olympique à l'époque (33 m x 14m) ; de part et d'autre du grand bassin 1 250 spectateurs peuvent prendre place dans les tribunes avec banquettes chauffantes.

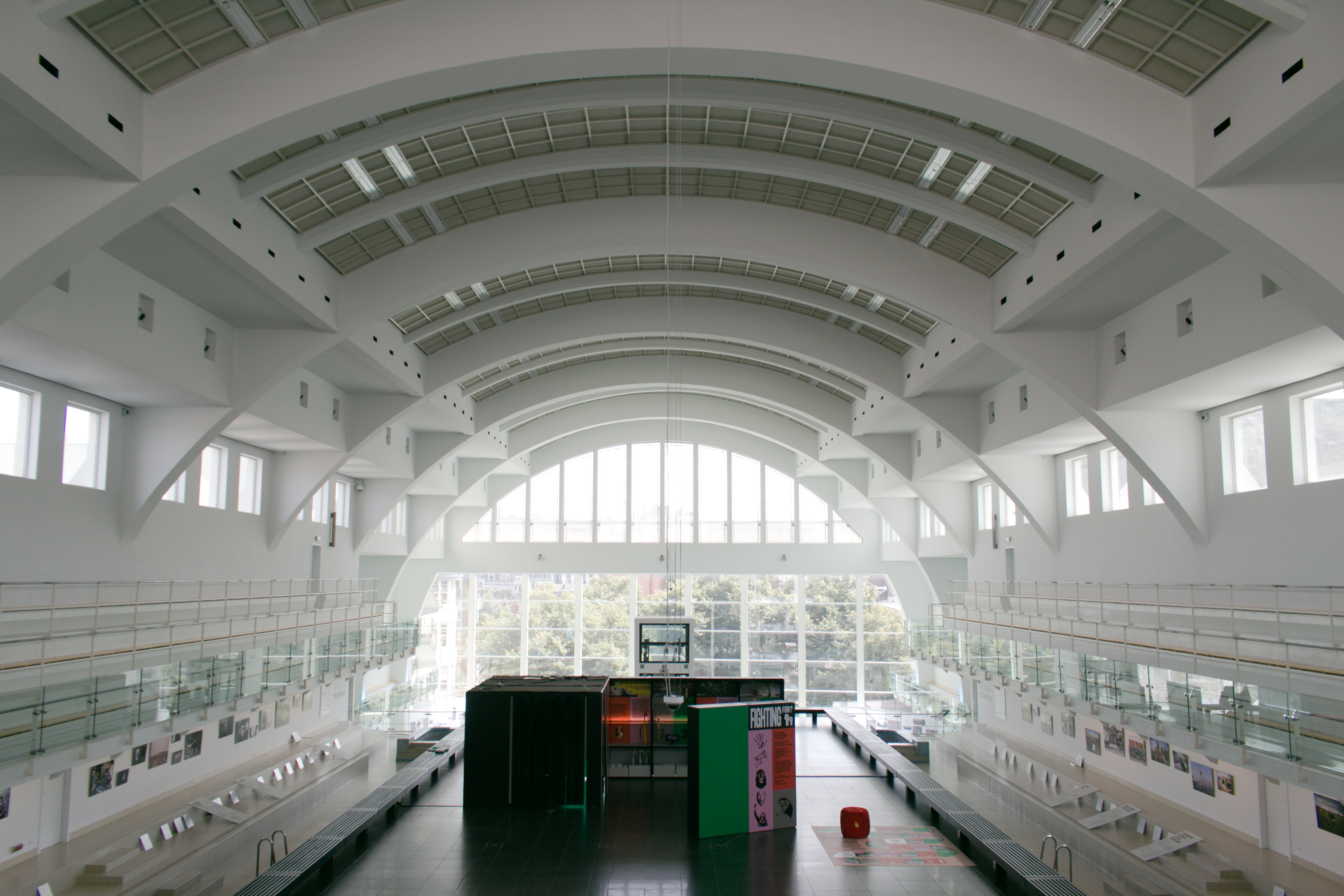
Voûte du hall des bassins, avec les gradins latéraux.
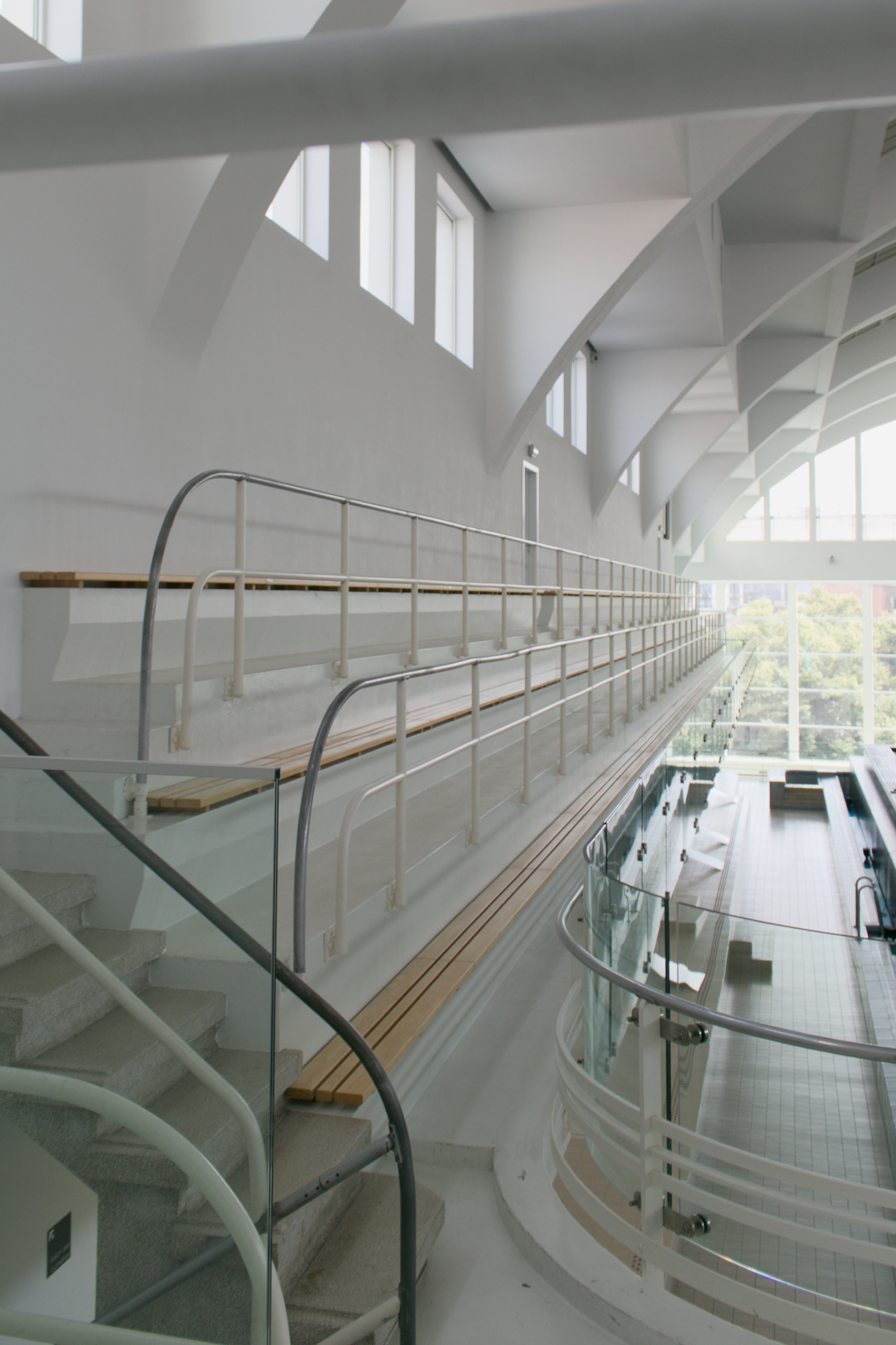
Gradins latéraux du grand bassin.
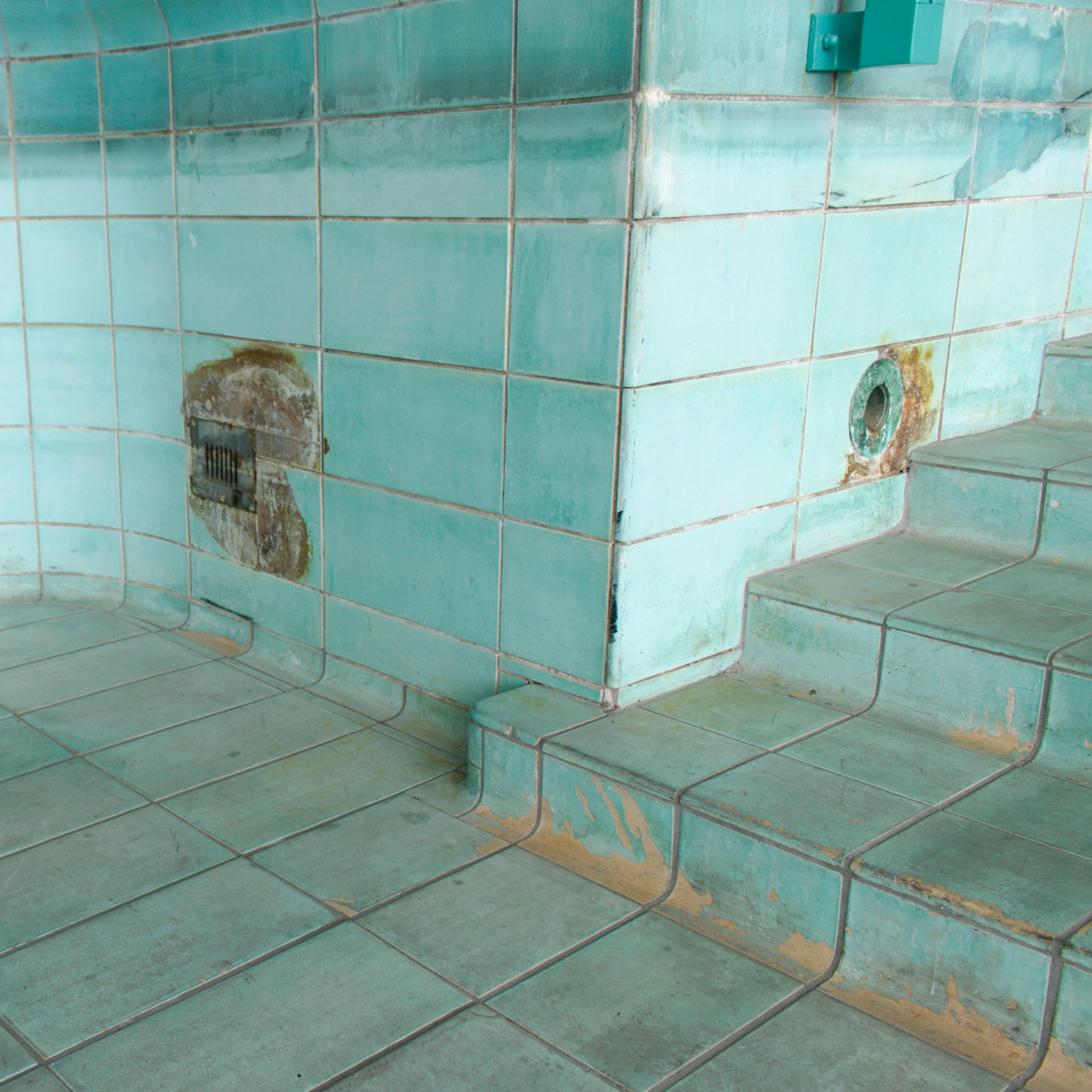
Les parois et le fond des bassins sont faits en pierre labradorite.
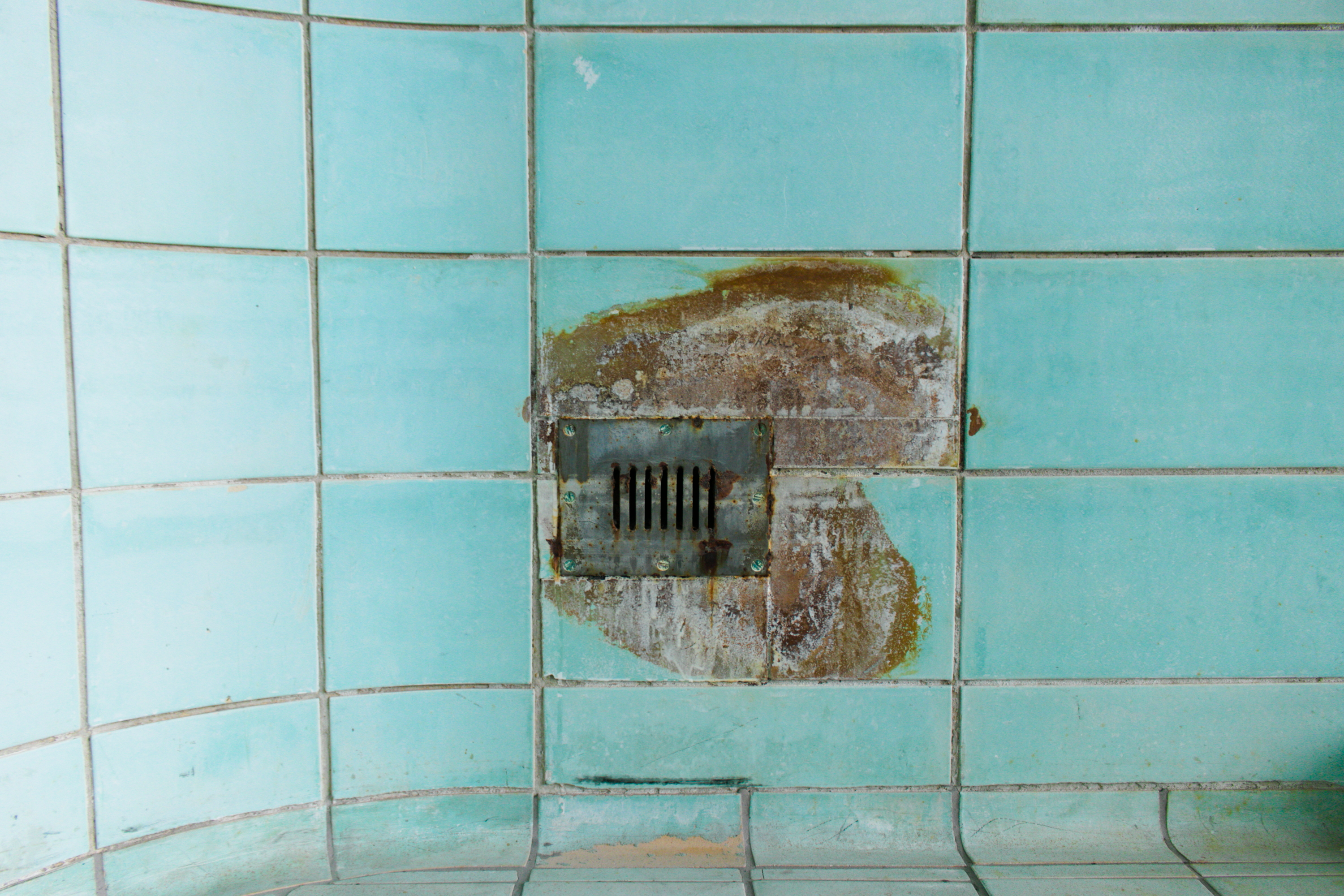
Corrosion autour de la bouche d'évacuation de l'eau du petit bassin.

### Sous-sol
Le sous-sol est occupé par un abri antiaérien et les locaux techniques.
L'abri antiaérien est divisé en six salles circulaires connectées entre elles et peut accueillir 400 personnes. Il dispose de vestiaires, de douches, d'une infirmerie, et il est équipé d'un système de ventilation et d'épuration de l'air. C'est le seul abri antiaérien de Wallonie à être classé,.

### Classement
Dès 2004, les associations Le Vieux-Liège et SOS Mémoire de Liège unissent leurs efforts pour obtenir le classement, non seulement de la façade, mais des éléments les plus significatifs du bâtiment. Sont finalement classés les façades, les toitures, les bassins, les escaliers et l'abri antiaérien.

## Activités deLa Cité Miroir
La Cité Miroir accueille théâtre, musique, conférences, débats, ateliers, expositions permanentes et temporaires… Le bâtiment abrite une salle de spectacle, une médiathèque et une librairie spécialisées, des salles de conférences et de débats, une cafétéria et des espaces d'expositions permanentes et temporaires. 
L'exposition permanente Plus jamais ça !, créée par les Territoires de la Mémoire asbl, est inaugurée à La Cité Miroir en mai 2014. Elle évoque le cheminement des déportés dans les camps nazis. Guidé par la voix de l'acteur Pierre Arditi, par le son, les images, les jeux de lumière et la musique, le visiteur est amené à découvrir des espaces qui explorent l'une des pages les plus sombres de notre histoire pour être finalement confronté au monde actuel et à l'urgence de résister au quotidien
Une nouvelle exposition permanente, réalisée par le Centre d'action laïque de la Province de Liège, voit le jour en février 2016. En Lutte. Histoires d'émancipation revient sur la mémoire des luttes ouvrières. Conçue sous la forme d'un voyage dans le temps et guidée par l'image, le son, la lumière et la voix de l'acteur français Philippe Torreton, l'exposition montre que sous l'impulsion d'actions collectives, le monde peut changer et des avancées sociales peuvent être acquises.